# Nathan Strother
Nathan Strother (né le 6 septembre 1995 à Norcross) est un athlète américain, spécialiste du 400 mètres. 

## Biographie
Le 13 mai 2018, il porte son record personnel sur 400 m à 44 s 34 à Knoxville. En août 2018, il décroche la médaille d'or du relais 4 × 400 m lors des championnats d'Amérique du Nord, d'Amérique centrale et des Caraïbes à Toronto. Quelques jours plus tôt, il avait remporté la même épreuve lors de la 1re coupe du monde d'athlétisme, à Londres.
Il se classe deuxième du 400 m de la Ligue de diamant 2018 grâce à sa deuxième place obtenue lors de la finale, au Weltklasse Zurich, en 44 s 93, derrière son compatriote Fred Kerley. Sélectionné dans l'équipe des Amériques lors de Coupe continentale 2018 à Ostrava, il se classe troisième de l'épreuve du 400 m, derrière Abdalelah Haroun et Baboloki Thebe, dans le temps de 45 s 28.
Durant l'hiver 2019, il termine en première position du circuit mondial en salle de l'IAAF grâce à ses victoires obtenues lors des réunions indoor de Boston, Toruń, Madrid, Birmingham et Düsseldorf. 

## Palmarès

### International
| Date | Compétition        | Lieu             | Résultat | Épreuve   | Temps         |
| ---- | ------------------ | ---------------- | -------- | --------- | ------------- |
| 2018 | Championnats NACAC | Toronto          | 1er      | 4 × 400 m | 3 min 0 s 60  |
| 2018 | Coupe du monde     | Londres          | 1er      | 4 × 400 m | 2 min 59 s 78 |
| 2018 | Ligue de diamant   | Ligue de diamant | 2e       | 400 m     | détail        |
| 2018 | Coupe continentale | Ostrava          | 3e       | 400 m     | 45 s 28       |
| 2019 | Ligue de diamant   | Ligue de diamant | 9e       | 400 m     | 47 s 04       |

## Records
| Épreuve | Épreuve   | Performance | Lieu      | Date           |
| ------- | --------- | ----------- | --------- | -------------- |
| 400 m   | Plein air | 44 s 34     | Knoxville | 13 mai 2018    |
| 400 m   | Salle     | 45 s 56     | Clemson   | 9 février 2018 |